# District de Gárdony
Le district de Gárdony (en hongrois : Gárdonyi járás) est un des 8 districts du comitat de Fejér en Hongrie. Créé en 2013, il compte 29 775 habitants et rassemble 10 localités : 8 communes et 2 villes dont Gárdony, son chef-lieu.

## Localités
- Gárdony
- Kápolnásnyék
- Nadap
- Pákozd
- Pázmánd
- Sukoró
- Szabadegyháza
- Velence
- Vereb
- Zichyújfalu